# Bernard Tolomei
Bernard Tolomei (Sienne, 10 mai 1272 - 20 août 1348) est un moine bénédictin italien issu de la grande famille des Tolomei, active notamment dans la finance en Europe, et fondateur de l'ordre du Mont-Olivet. Il est canonisé par l'Église catholique, et commémoré le 20 août.

## Biographie

### Enfance
Né le 10 mai 1272 à Sienne, en Toscane, Giovanni Tolomei est le troisième fils de Mino et Fulvia Tolomei. Il est issu d'une famille de commerçants et de banquiers, de sensibilité guelfe, qui assurait, entre autres, l'encaissement et le transport de l'impôt pontifical, et représentait le haut de l'échelle sociale de la ville.
Peu de choses précises sont connues sur l'enfance et l'éducation de Giovanni. On peut supposer que la fortune et la position sociale de sa famille ont pu le faire bénéficier d'excellentes études. Giovanni a aussi acquis des compétences militaires et juridiques puisqu'il a été désigné comme « remarquable chevalier et juriste accompli ».

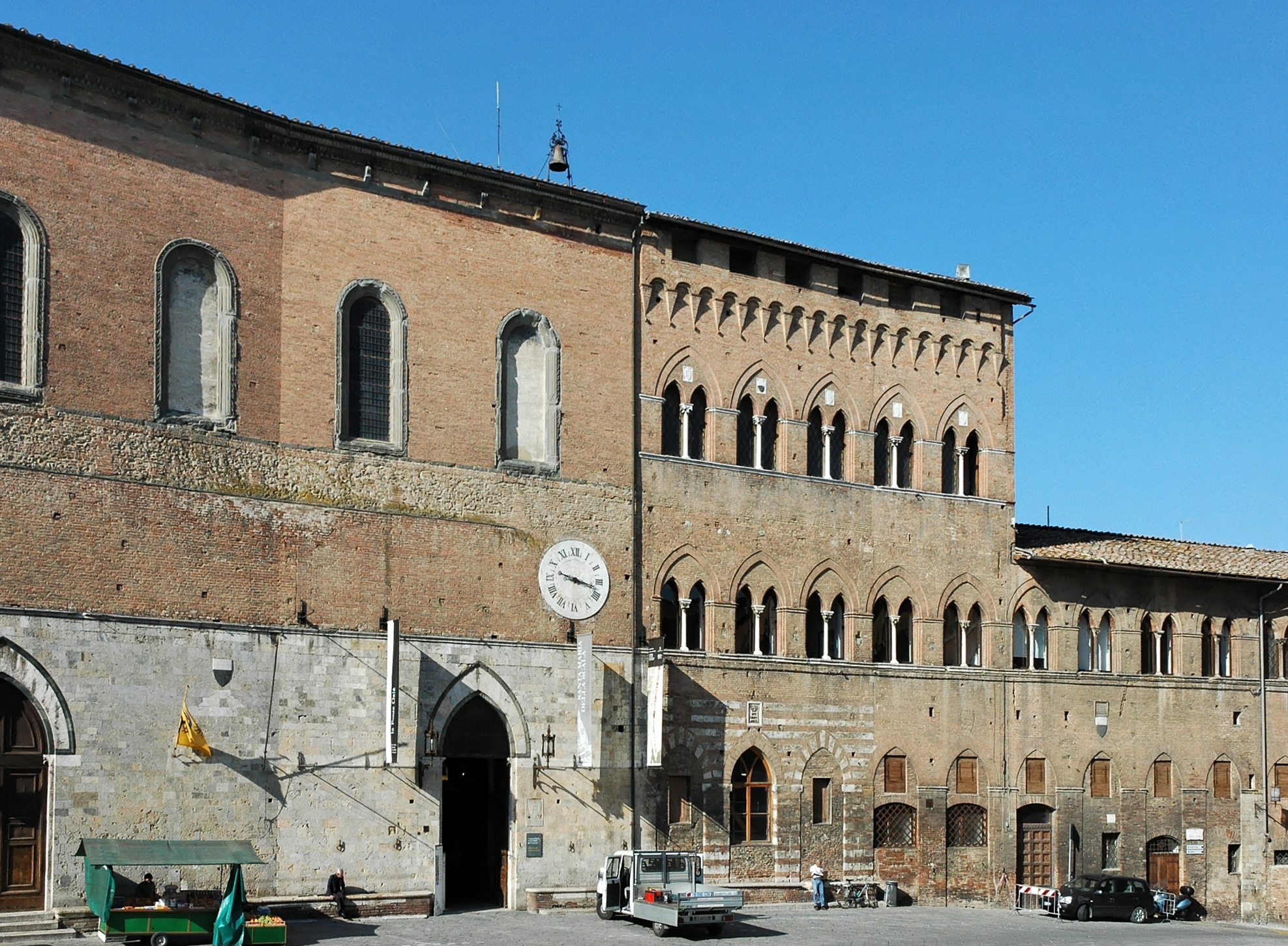
Santa Maria della scala.

Par ailleurs, Giovanni était membre de la confrérie des flagellants disciplinati qui se réunissait à l'hôpital Santa Maria della Scala. D'après Antonio da Braga, c'est là qu'il aurait rencontré les trois compagnons avec lesquels il fondera son premier monastère : « ... ne faisant qu'un avec ses nobles amis siennois, Patrizio d'Patrizi, Francesco et Ambrogio... se rendant d'un commun accord étrangers aux bagatelles du monde, ils s'efforcent de servir le Dieu qui tonne ».

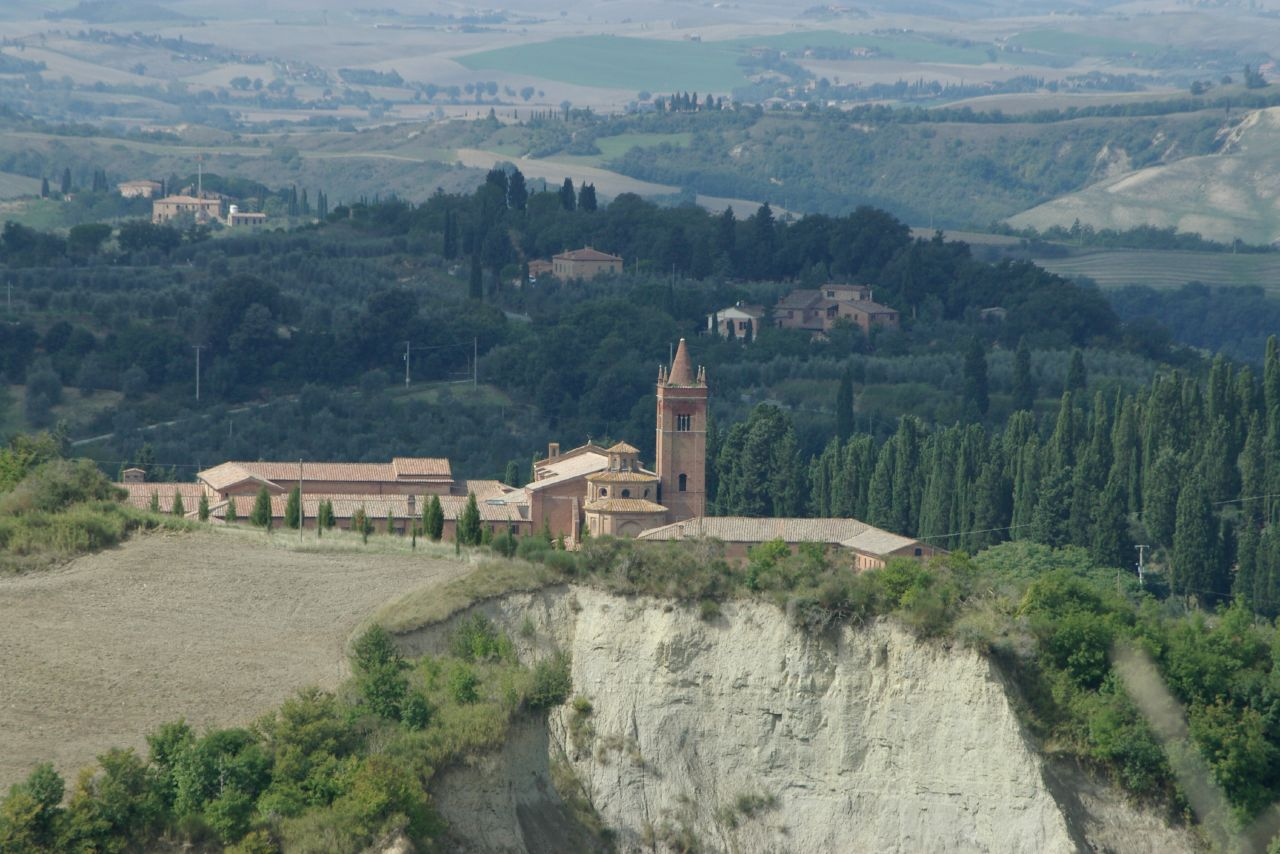
L'abbaye de Mont-Olivet.

### Vocation
Giovanni enseignait le droit et, tandis qu'il étudiait, il fut frappé de cécité et ne put continuer sa lecture. Il fait alors un vœu, promettant, s'il recouvre la vue, de « prendre l'habit de la pénitence et l'état des serviteurs de Dieu ». Cette hypothèse n'est pas la seule quant à l'origine de sa vocation religieuse. D'autres auteurs, comme Barga, évoquent les troubles politiques et les hostilités avec l'empereur endurées par la ville de Sienne en 1312, voire les conflits entre les lignages Salimbeni (it) et Tolomei.
En 1313, Giovanni et ses compagnons, Patrizio de'Patrizi (1292-1355) et Ambrogio Piccolomini, qui mourut en 1338, quittent Sienne pour se retirer dans un domaine difficile d'accès, au lieu-dit Acona, afin de consacrer définitivement leur vie à la pénitence et à la prière.
Là, ils mènent une vie d'austérité ascétique, édifiant un lieu de culte sur le site qui sera occupé ultérieurement par l'abbaye de Mont-Olivet, vivant de leur propre travail « Travaillant de leurs mains et se procurant vivres et vêtements par leur travail et sueur ».
Petit à petit, d'autres hommes les rejoignent et viennent chercher le silence et la tranquillité dans les forêts et les grottes voisines.

### Vers la fondation

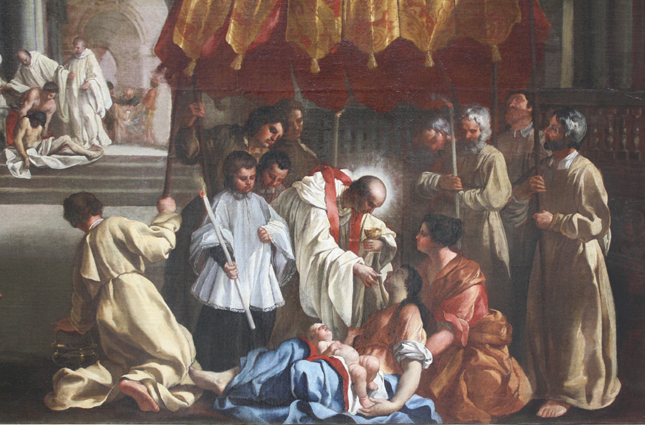
Le bienheureux Bernardo Tolomei communiant les malades de la peste, détail, XVIIe siècle, musée eucharistique du Hiéron, Paray-le-Monial.

Le nombre grandissant des ermites d'Accona attira l'attention de l'Église qui, depuis le quatrième concile du Latran, en 1215, et le deuxième concile de Lyon, en 1274, estimait qu'il « n'était permis à personne de vivre en groupe sous l'habit religieux sans un vœu solennel et approuvé ». Un enquêteur fut envoyé sur place, pour vérifier l'accusation d'hérésie qui avait été portée contre eux, Giovanni put toutefois se justifier après du pape Jean XXII.
Choisissant la règle de saint Benoît, Giovanni change alors de nom, se plaçant sous le patronage de l'abbé de Clairvaux, il s'appellera dorénavant Bernardo Tolomei.
Le lundi 26 mars 1319, l'évêque d'Arezzo, Guido Tarlati di Pietramala, concède à Bernardo la charte de la fondation d'un monastère bénédictin à Acona, qui prendra le nom de congrégation de la Sainte Vierge du Mont-Olivet et approuve la fondation de l'abbaye du Mont-Olivet. L'objectif de sa fondation est de développer une dévotion particulière à la Vierge. Et c'est le 29 mars de la même année que Giovanni, moine de l'abbaye de Sasso, reçoit la profession de foi des fondateurs selon la règle bénédictine.
Le premier abbé de la nouvelle congrégation ne sera pas Bernardo, mais Patrizio de'Patrizi. Élu pour un an, selon le texte de la charte de la fondation, il sera suivi d'Ambrogio de'Piccolomini puis de Simone diTura. Ce n'est qu'en septembre 1322 que Bernardo acceptera cette charge.
Rapidement, le monastère du Mont Olivet accueille de nombreux nouveaux frères tandis que d'autres établissements naissent tout autour de Sienne : Porta Tufi, Sant'Anna in Campena, etc.
Soucieux d'obtenir la confirmation apostolique de sa fondation, Bernardo envoie deux moines, Simone Tendi et Michele Tani en Avignon auprès du pape Clément VI. Deux lettres sont signées par le pape le 21 janvier 1344, représentant l'acte de naissance officiel de la congrégation bénédictine de Sainte Marie de Mont-Olivet. Elle compte alors 160 membres.

### Fin de vie

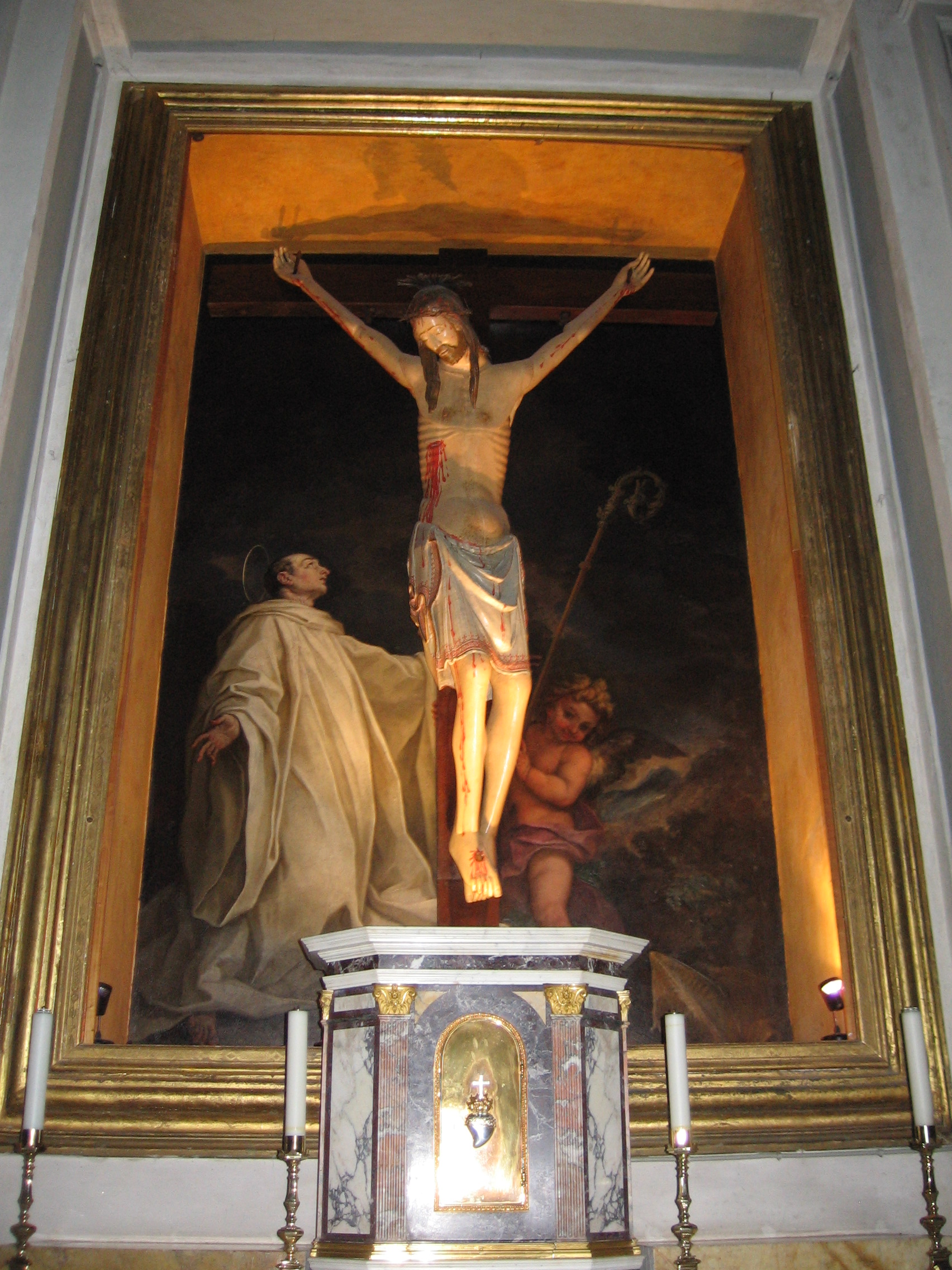
Bernardo Tolomei au pied de la Croix, tableau dans l'abbatiale du Mont-Olivet.

Lors de l'arrivée de l'épidémie de peste dans le diocèse d'Arezzo en 1348, Bernardo et ses moines se consacrent au soin des malades. À la suite de cet acte de charité, Bernardo et plusieurs de ses frères succombent à la maladie.
Bernardo meurt à 76 ans après avoir dirigé son ordre durant 27 ans. Son corps a disparu dans l'anonymat de l'épidémie et ne sera jamais retrouvé. Sa mort est suivie de nombreux miracles et la congrégation olivétaine donne plusieurs saints à l'Église catholique. 
La congrégation a actuellement essaimé au-delà de l'Italie puisqu'elle est présente dans de très nombreux pays. Elle compte trois monastères en France, l'abbaye Notre-Dame du Bec en Normandie, avec sa fondation au Mesnil-Saint-Loup, et l'abbaye Notre-Dame de Maylis dans les Landes et de nombreux autres dans le monde.

## Culte
Bernard Tolomei est béatifié le 24 novembre 1644 par le pape Innocent X et canonisé en avril 2009 par Benoît XVI. Il est fêté le 20 août.

## Source
- Saint Bernard Tolomei - Bernard Buchoud - Éditions du Signe - 2009 -  (ISBN 978-2-7468-2221-4)